# Wonambi
Wonambi is een geslacht van grote uitgestorven slangen uit het Laat-Cenozoïcum van Australië binnen de familie Madtsoiidae, alleen bekend van fossielen.

## Etymologie
De geslachtsnaam Wonambi komt uit een Aboriginaltaal en verwijst naar de mythische regenboogslang. Het geslacht werd in 1976 benoemd door de Australische paleontoloog Meredith J. Smith.

## Kenmerken
Het geslacht Wonambi of zijn typesoort Wonambi naracoortensis wordt, zoals gebruikelijk is voor fossiele slangensoorten, voornamelijk bepaald door de speciale kenmerken van hun rompwervels. Dit betreft hoge, naar achteren opwaartse (posterodorsale) gerichte processus spinosi (doornuitsteeksels) met een scherpe voorste rand (prespinale lamina) bijna tot aan de rand van de zygosfeen; een relatief smalle zygosfeen met steile gewrichtsvlakken die twintig tot dertig graden naar het verticale vlak hellen; grote paradiapophyses, lateraal uitstekend voorbij de zygapophyses in de meeste rompwervels, met een holle bovenste (dorsale) rand van de diapophysis in zijaanzicht; relatief sterke zygapofysen die twintig graden of meer naar het horizontale vlak hellen en een relatief zwakke ventrale kiel (haemaalkiel), die vaak kenmerkend is gevormd als een dubbele of drievoudige kiel in het achterste derde deel van de wervel. Andere diagnostische kenmerken van het geslacht zijn een rij pterygoïde tanden die bijna in het midden van het bot lopen en duidelijk gescheiden zijn van de binnenste (mediale) rand, een driehoekig buitenste (lateraal) uitsteeksel van het pterygoïde voor de articulatie met het ectopterygoïde uitsteeksel, een smalle basipterygoïde fossa die even sterk naar binnen wijst (mediaal) als naar boven (dorsaal), een relatief langwerpig en plat bovenkaakbeen en dentarium, en een diepe, anterolateraal-posteromediaal georiënteerde afschuining (waarschijnlijk de holte voor de ventrale rand van het jukbeen) op het bovendeel van het bovenkaaksbeen.
Wonambi was een zeer grote slang. Berekeningen voor een grotendeels compleet skelet gevonden in Naracoorte resulteerden in een lengte bij leven van vijfhonderdveertig tot zeshonderdtien centimeter, wat zou resulteren in een gewicht bij leven van maximaal tweehonderdvijftig kilogram met een maximale lichaamsdiameter van vijfentwintig centimeter en een maximale dwarsomtrek van tachtig centimeter. Opvallend is de zeer originele structuur van de schedel. In tegenstelling tot de schedel van moderne slangen (Macrostomata), was de bovenkaak (premaxilla en bovenkaaksbeen samen) van Wonambi nog relatief stevig verbonden met de rest van de schedel. Wonambi had ook een jukbeen, een bot van de schedel dat gewoonlijk aan het achterste bovenste uiteinde van de bovenkaak is bevestigd, dat bij moderne slangen volledig is gereduceerd, dus verdwenen. Bovendien vertoont het vleugelbeen (pterygoïde) een relatief korte articulaire fossa voor het basipterygoïde gewricht, terwijl moderne slangen langwerpige fossae hebben voor het pterygoïde om heen en weer te schuiven langs de voorste schedel tijdens het slikken. Dit alles wijst erop dat de schedel van Wonambi aanzienlijk minder mobiel moet zijn geweest dan die van moderne slangen.

## Levenswijze
Zoals alle niet-colubroide slangen had Wonambi geen giftanden. Hierdoor en vanwege hun grootte wordt aangenomen, naar analogie van de recente boa's en pythons, dat madtsoïden en dus ook Wonambi landbewonende wurgslangen waren die af en toe ook grotere zoogdieren doodden en aten. Tot nu toe zijn er echter geen verdere concrete aanwijzingen voor de juistheid van een dergelijke analogie. Als alternatief is voor Wonambi een levensstijl voorgesteld die vergelijkbaar is met die van de bestaande Australische Arafura-wrattenslang (Acrochordus arafurae). Hoewel deze zijn prooi doodt door verstikking, is het een waterslang die zich bijna uitsluitend voedt met relatief kleine vissen. Deze hypothese zou worden ondersteund door het feit dat Wonambi een relatief kleine schedel had in verhouding tot lichaamsgrootte met zwak gebouwde kaken die geen grote prooien zouden kunnen inslikken. De minder uitgesproken onderlinge beweeglijkheid van de schedelbotten spreekt ook tegen grotere prooidieren, aangezien de kaken veel minder wijd geopend hadden kunnen worden dan bij moderne slangen. Wonambi heeft mogelijk op vis gejaagd in laguneachtige kustwateren. De grotten waar de overblijfselen van Wonambi naracoortensis werden gevonden, hebben destijds mogelijk permanent water gehad, waardoor ze aantrekkelijke schuilplaatsen waren. Toenemende droogte in Zuid-Australië tegen het einde van het Pleistoceen kan uiteindelijk hebben geleid tot het uitsterven van de grote slangen.

## Externe systematiek
Wonambi krijgt meestal een zeer basale positie binnen de slangen. Hij is waarschijnlijk verwant aan een aantal andere basale en uitgestorven geslachten van slangen uit Zuid-Amerika, Afrika en India en wordt bij deze ingedeeld in de familie Madtsoiidae. Dit betekent dat het, ondanks zijn uiterlijke gelijkenis met de huidige pythons en boa's, er niet nauw mee verwant is. De oorsprong van de madtsoïden ligt op het oude grote zuidelijke continent Gondwana. De meeste vondsten komen uit het Laat-Krijt en vanaf de overgang van het Eoceen naar het Oligoceen wordt de groep niet meer buiten Australië aangetroffen. Wonambi was dus een levend fossiel, een overblijfsel van de madtsoïden die overleefden in het steeds meer geografisch geïsoleerde Australië tot in het recente Cenozoïcum. Een alternatieve hypothese ziet Wonambi echter als een basale moderne slang binnen de Macrostomata.

## Soorten
Er zijn twee soorten bekend. Wonambi naracoortensis (Smith 1976) is de typesoort van het geslacht en zowel de geologisch jongere als de meest voorkomende. Het is bekend van verschillende plaatsen in Zuid-Australië en New South Wales, waarvan de meeste karstgrotten zijn met pleistocene afzettingen (grotbodem), waaronder de typeplaats, de Naracoorte-grotten, die de soort zijn naam geven. Het oudste voorkomen van Wonambi naracoortensis dateert uit het Laat-Mioceen of het Vroeg-Plioceen, het jongste tot het Laat-Pleistoceen of zelfs het Vroeg-Holoceen. Wonambi moet dus een tijdgenoot zijn geweest van de eerste mensen in Australië. Het holotype is SAMA P16168, een rompwervel.
De tweede soort Wonambi barriei (Scanlon in Scanlon & Lee 2000) is alleen bekend uit het Vroeg-Mioceen van Riversleigh, Queensland. Het is benoemd naar de Australische privéverzamelaar en autodidact John Barrie, die belangrijke vondsten van het geslacht heeft opgegraven, voorbereid en in sommige gevallen ook wetenschappelijk heeft bewerkt. Het holotype is QMF F23038, een middelste rompwervel.
Wonambi naracoortensis verschilt van zijn zustersoort Wonambi barriei voornamelijk in zijn grootte, met rompwervels die vaak meer dan drie centimeter breed zijn en een geschatte totale lichaamslengte van meer dan vijf meter. Daarentegen zijn de rompwervels van volwassen exemplaren van Wonambi barriei minder dan anderhalve centimeter breed en hun totale lichaamslengte was minder dan drie meter. Bij Wonambi naracoortensis is het wervelforamen (waar het ruggenmerg passeert) klein ten opzichte van de wervel, bij Wonambi barriei is het groot. Verder heeft Wonambi barriei een relatief groot, prominent foramen in de achterzijde van de wevelboog zijdelings van het zygantrum (parazygantraal foramen). Bij Wonambi naracoortensis zijn er vaak meerdere maar relatief onopvallende foramina die nauwelijks te onderscheiden zijn van de kuiltjesachtige verlagingen in het gebied van de wervelboog. De zygapophyses bij Wonambi naracoortensis zijn ongeveer vijfentwintig graden steiler van het horizontale vlak opgericht dan bij Wonambi barriei, waarbij de hellingshoek slechts twintig graden is, en terwijl het palatinale bot bij Wonambi naracoortensis relatief breed is, is het vrij smal bij Wonambi barriei.